# Constricció holonòmica
En mecànica clàssica, les constriccions holonòmiques són relacions entre les variables de posició (possiblement funció del temps) que poden ser expressades com
{\displaystyle f(q_{1},q_{2},q_{3},\ldots ,q_{n},t)=0}
On {\displaystyle \{q_{1},q_{2},q_{3},\ldots ,q_{n}\}} són les n coordenades que descriuen el sistema. Per exemple, el moviment d'una partícula constreta a reposar sobre la superfície d'una esfera és subjecta a una constricció holonòmica, però si la partícula és capaç de caure de l'esfera sota la influència de la gravetat, la constricció passa a ser no-holonòmica. En el primer cas, la constricció holonòmica pot ser expressada com
{\displaystyle r^{2}-a^{2}=0}
On {\displaystyle r} és la distància respecte el centre d'una esfera de radi {\displaystyle a}, mentre que el segon cas, en que la constricció és no holonòmica, es pot expressar com
{\displaystyle r^{2}-a^{2}\geq 0}
Les constriccions que depenen de les velocitats, com ara
{\displaystyle f(q_{1},q_{2},\ldots ,q_{n},{\dot {q}}_{1},{\dot {q}}_{2},\ldots ,{\dot {q}}_{n},t)=0}
solen no ser holonòmiques.

## Sistema holonòmic
En mecànica clàssica, un sistema pot ser definit com a holonòmic si totes les constriccions del sistema són holonòmiques. Perquè una constricció sigui holonòmica, ha de poder ser expressada com a funció:
{\displaystyle f(x_{1},\ x_{2},\ x_{3},\ \ldots ,\ x_{N},\ t)=0,\,}
És a dir, una constricció holonòmica depén només de les coordenades {\displaystyle x_{j}\,\!} i del temps {\displaystyle t\,\!}. No depèn de les velocitats o de cap altre derivada d'alt ordre respecte t. Una constricció que no es pot expressar en aquesta forma s'anomena constricció no-holonòmica.

### Transformació a coordenades generalitzades independents
Les equacions de constriccions holonòmiques poden ajudar a desfer-se de variables dependents en el sistema. Per exemple, per treure {\displaystyle x_{d}\,\!}, que és un paràmetre en l'equació de constricció {\displaystyle f_{i}\,\!}, es reordena l'equació de la següent forma, suposant que es pugui,
{\displaystyle x_{d}=g_{i}(x_{1},\ x_{2},\ x_{3},\ \dots ,\ x_{d-1},\ x_{d+1},\ \dots ,\ x_{N},\ t),\,}
I se substitueix {\displaystyle x_{d}\,\!} en totes l'equacions del sistema usant aquesta funció el damunt funció {\displaystyle g_{i}\,}. Això sempre es pot fer en qualsevol sistema físic general, sempre i quan {\displaystyle f_{i}\,\!} sigui {\displaystyle C^{1}\,\!}, llavors pel teorema de la funció implícita, la solució {\displaystyle g_{i}\,}està garantida en algun conjunt obert. Així, hom és capaç de desfer-se de la variable dependent {\displaystyle x_{d}\,\!} de tot arreu on aparegui.
Suposi's que un sistema físic té {\displaystyle N\,\!} graus de llibertat. Suposi's, ara, que s'imposen {\displaystyle h\,\!} constriccions holonòmiques sal sistema. Llavors, el número dels graus de llibertat és reduït a {\displaystyle m=N-h\,\!}. Podem utilitzar {\displaystyle m\,\!} coordenades generalizades independents ({\displaystyle q_{j}\,\!}) per descriure de forma completa el moviment del sistema. Es pot expressar l''equació de transformació de la següent manera:
{\displaystyle x_{i}=x_{i}(q_{1},\ q_{2},\ \ldots ,\ q_{m},\ t)\ ,\qquad \qquad \qquad i=1,\ 2,\ \ldots N.\,}

### Forma diferencial
Consideri's la forma diferencial següent d'una equació de constricció:
{\displaystyle \sum _{j}\ c_{ij}\,dq_{j}+c_{i}\,dt=0;\,}
On cij, ci són els coeficients dels diferencials dqj and dt per la i-ena constricció.
Si la forma diferencial és integrable, és a dir, si hi ha una funció {\displaystyle f_{i}(q_{1},\ q_{2},\ q_{3},\ \ldots ,\ q_{N},\ t)=0\,\!} que satisfà la igualtat
{\displaystyle df_{i}=\sum _{j}\ c_{ij}\,dq_{j}+c_{i}\,dt=0,\,}
Llavors aquesta constricció és un holonòmica; altrament, és no holonòmica. Per això, totes les constriccions holonòmiques i algunes de les no holonòmiques poden ser expressades en la forma diferencial. Exemples de constriccions no holonòmiqeus que no poden ser expressades d'aquesta forma són aquelles que depenen de velocitats generalitzades. En una equació de constricció en forma diferencial, el fet que la constricció sigui o no holonòmica depèn de la integrabilitat de la forma diferencial.

### Classificació de sistemes físics
Per tal d'estudiar física clàssica de forma metòdica i rigorosa, cal classificar els sistemes. Basant-se en la discussió anterior, es poden classificar els sistemes físics en sistemes holonòmics i sistemes no holonòmics. Una de les condicions per l'aplicabilitat de molts teoremes i equacions és que el sistema sigui holonòmic. Per exemple, si un sistema físic és holonòmic i monogènic, llavors el principi de Hamilton és la condició necessària i suficient per l'aplicabilitat de l'equació de Lagrange.

### Exemples

#### Pèndol

El pèndol simple

Com es mostra a la dreta, un pèndol simple és un sistema compost per una massa i una corda. La corda és subjectada pel seu extrem superior a un pivot i a l'inferior subjecta la massa. En cas que sigui inextensible, la longitud de la corda és una constant. El pèndol simple és un sistema holonòmic; ja que obeeix la constricció holonòmica
{\displaystyle {x^{2}+y^{2}}-L^{2}=0,}
On {\displaystyle (x,\ y)\,\!} és la posició de la massa i {\displaystyle L\,\!} és la longitud de la corda.

#### Sòlid rígid
Les partícules d'un sòlid rígid obeeixen la constricció holonòmica
{\displaystyle (\mathbf {r} _{i}-\mathbf {r} _{j})^{2}-L_{ij}^{2}=0,\,}
On {\displaystyle \mathbf {r} _{i}\,\!} i {\displaystyle \mathbf {r} _{j}\,\!} són les posicions de les partícules {\displaystyle P_{i}\,\!} i {\displaystyle P_{j}\,\!} respectivament i {\displaystyle L_{ij}\,\!} és la distància entre elles.